# ハート・ライク・ア・スカイ
| 専門評論家によるレビュー | 専門評論家によるレビュー |
| レビュー・スコア         | レビュー・スコア         |
| 出典                     | 評価                     |
| ------------------------ | ------------------------ |
| Allmusic                 | [ 1 ]                    |

『ハート・ライク・ア・スカイ』(Heart Like a Sky) は、スパンダー・バレエの6枚目のスタジオ・アルバム。CBSレコードから1989年9月24日にリリースされた。このアルバムは、おもに大陸ヨーロッパ諸国で流通し、アメリカ合衆国ではリリースされなかった。このアルバムは、バンドの解散前に出された最後のリリースとなり、商業的な成功は、イタリアとオランダでしか得られなかった。チャートの上では、オランダでアルバム・チャートの27位、ドイツで29位、スウェーデンで47位が最高位であった。

## トラック・リスト
| 全作詞・作曲: ゲイリー・ケンプ（スティーヴ・ノーマンによる「モティヴェイター」を除く）。 |                                                         | | |      |
| #                                                                                        | タイトル                                                | 作詞                                                                                                  | 作曲・編曲                                                                                            | 時間 |
| 1.                                                                                       | 「フリー・ウィズ・ユア・ラヴ (Be Free With Your Love)」 | ゲイリー・ケンプ （ 英語版 ） （ スティーヴ・ノーマン （ 英語版 ） による「モティヴェイター」を除く） | ゲイリー・ケンプ （ 英語版 ） （ スティーヴ・ノーマン （ 英語版 ） による「モティヴェイター」を除く） | 4:39 |
| 2.                                                                                       | 「クラッシュ・イントゥー・ラヴ (Crashed into Love)」    | ゲイリー・ケンプ （ 英語版 ） （ スティーヴ・ノーマン （ 英語版 ） による「モティヴェイター」を除く） | ゲイリー・ケンプ （ 英語版 ） （ スティーヴ・ノーマン （ 英語版 ） による「モティヴェイター」を除く） | 4:43 |
| 3.                                                                                       | 「ビッグ・フィーリング (Big Feeling)」                  | ゲイリー・ケンプ （ 英語版 ） （ スティーヴ・ノーマン （ 英語版 ） による「モティヴェイター」を除く） | ゲイリー・ケンプ （ 英語版 ） （ スティーヴ・ノーマン （ 英語版 ） による「モティヴェイター」を除く） | 3:47 |
| 4.                                                                                       | 「ア・マター・オブ・タイム (A Matter of Time)」         | ゲイリー・ケンプ （ 英語版 ） （ スティーヴ・ノーマン （ 英語版 ） による「モティヴェイター」を除く） | ゲイリー・ケンプ （ 英語版 ） （ スティーヴ・ノーマン （ 英語版 ） による「モティヴェイター」を除く） | 5:15 |
| 5.                                                                                       | 「モティヴェイター (Motivator)」                        | ゲイリー・ケンプ （ 英語版 ） （ スティーヴ・ノーマン （ 英語版 ） による「モティヴェイター」を除く） | ゲイリー・ケンプ （ 英語版 ） （ スティーヴ・ノーマン （ 英語版 ） による「モティヴェイター」を除く） | 4:00 |
| 6.                                                                                       | 「ロウ (Raw)」                                          | ゲイリー・ケンプ （ 英語版 ） （ スティーヴ・ノーマン （ 英語版 ） による「モティヴェイター」を除く） | ゲイリー・ケンプ （ 英語版 ） （ スティーヴ・ノーマン （ 英語版 ） による「モティヴェイター」を除く） | 3:46 |
| 7.                                                                                       | 「エンプティー・スペース (Empty Spaces)」               | ゲイリー・ケンプ （ 英語版 ） （ スティーヴ・ノーマン （ 英語版 ） による「モティヴェイター」を除く） | ゲイリー・ケンプ （ 英語版 ） （ スティーヴ・ノーマン （ 英語版 ） による「モティヴェイター」を除く） | 3:57 |
| 8.                                                                                       | 「ウィンディー・タウン (Windy Town)」                   | ゲイリー・ケンプ （ 英語版 ） （ スティーヴ・ノーマン （ 英語版 ） による「モティヴェイター」を除く） | ゲイリー・ケンプ （ 英語版 ） （ スティーヴ・ノーマン （ 英語版 ） による「モティヴェイター」を除く） | 4:22 |
| 9.                                                                                       | 「ハンドフル・オブ・ダスト (A Handful of Dust)」        | ゲイリー・ケンプ （ 英語版 ） （ スティーヴ・ノーマン （ 英語版 ） による「モティヴェイター」を除く） | ゲイリー・ケンプ （ 英語版 ） （ スティーヴ・ノーマン （ 英語版 ） による「モティヴェイター」を除く） | 4:54 |